# Ascolaimus elongatus
Ascolaimus elongatus är en rundmaskart som först beskrevs av Butschli 1874.  Ascolaimus elongatus ingår i släktet Ascolaimus och familjen Axonolaimidae. Arten är reproducerande i Sverige. Inga underarter finns listade i Catalogue of Life.